# Miniduke
Ismael Martínez (Sant Adrià de Besòs, 3 de novembre de 1997), més conegut pel sobrenom de Miniduke és un jugador professional i creador de contingut de League of Legends.
Miniduke ha jugat com a "midlaner" en diferents equips de la Superliga de la LVP, entre els quals es troben ZETA Gaming, Giants o S2V.